# Supercoppa Sammarinese 2023
La Supercoppa Sammarinese 2023 è stata la 37ª edizione di tale competizione, che si è disputata al San Marino Stadium il 1º settembre 2023, alla quale hanno preso parte la vincitrice del Campionato Sammarinese 2022-2023, Tre Penne, e la detentrice della Coppa Titano 2022-2023, Virtus.

## Le squadre
| Squadre   | Qualificazione                                 | Partecipazioni precedenti (il grassetto indica la vittoria) |
| --------- | ---------------------------------------------- | ----------------------------------------------------------- |
| Tre Penne | Vincitore del Campionato Sammarinese 2022-2023 | 8 (2000, 2005, 2010, 2012, 2013, 2016, 2017, 2018)          |
| Virtus    | Vincitrice della Coppa Titano 2022-2023        | 7 (1988, 1997, 2000, 2003, 2004, 2010, 2014)                |

## Tabellino
| Arbitro: | Beltrano |

|  |           |                             |
|  | Marcatori | 34’ Golinucci 62’ Benincasa |